# Margaret Hutchinson Rousseau
Margaret Hutchinson Rousseau (27 de octubre de 1910 - 12 de enero de 2000) fue una ingeniera química que diseñó la primera planta de producción comercial de penicilina. Fue también la primera mujer que se convirtió en miembro del Instituto Americano de Ingenieros Químicos (AICE, en sus siglas en inglés).

## Vida
Margaret Hutchinson nació en 1910 en Houston, Texas, la hija de un dueño de una tienda de ropa, y se casó con William C. Rousseau, un compañero de trabajo que más tarde sería un conferenciante de ingeniería química en el Instituto de Massachusetts de Tecnología (MIT).  Tuvieron un hijo. Ella se graduó en Ciencias por el Instituto Rice en 1932, se doctoró en ingeniería química por el MIT en 1937, la primera mujer que obtuvo un doctorado en esa especialidad en los EE. UU. Falleció el 12 de enero de 2000 en su casa en Weston, Massachusetts.

## Carrera
Comenzó su carrera profesional con E. B. Badger (dónde conoció a su futuro marido) y durante la Segunda Guerra Mundial supervisó el diseño de plantas de producción para materiales estratégicamente importantes de penicilina y goma sintética. También trabajó en el desarrollo de gasolina de alto octanaje para combustible de aviación. Su trabajo posterior incluyó mejorar el diseño de la columna de destilación y las plantas para la producción de etilenglicol y ácido acético glacial.

## Honores y otras actividades
En 1955 recibió el Premio al Logro de la Sociedad de Mujeres Ingenieras.
Se jubiló en 1961 y se convirtió en supervisora de la Orquesta Sinfónica del Boston.
En 1983 fue la primera recipiente del prestigioso Premio de Fundadores del AICE.

## Imágenes
- Walter Reuther Biblioteca Margaret Hutchinson Rousseau, Retrato (1955)
- Walter Reuther Biblioteca Margaret Hutchinson Rousseau, Retrato (1961)

- Datos: Q51702